# Psittacella brehmii
Psittacella brehmii là một loài vẹt trong họ Psittacidae.